# Armand Baschet
Pour les articles homonymes, voir Baschet.
Armand Baschet,  né le 1er décembre 1829 à Blois, mort le 26 janvier 1886 dans cette même ville, est un littérateur, journaliste et polémiste blésois. En correspondance avec Théophile Gautier et Charles Baudelaire, il fut un des plus grands spécialistes de Venise et de la cour des derniers Valois. Il a occasionnellement utilisé le pseudonyme de Paul Dumont.

## Biographie

### Un journaliste provocateur
Médecin, son père le destinait à la même profession que lui. De fait, Armand étudia la médecine à Blois, puis à Paris.
À dix huit ans, en 1847, sa curiosité le poussa à être le témoin d'une opération de Charles Dufay lors des toutes premières anesthésies.
En 1848, il suivit les cours de l'École des chartes, en dilettante, puis il correspondit avec différents journaux, où il commença à publier : La France centrale, le journal d'Indre et Loire... sous les pseudonymes de Paul ou de Gabriel Dumont.
En 1851, Baschet écrivit à Théophile Gautier pour lui demander de se définir. Gautier lui renvoya une biographie où il confessait :
« Je n'avais encore rien fait pour le théâtre, et, pour qu'on ne m'accusât pas d'abuser des effets de style, je débutai par un ballet : Giselle, où Carlotta parut pour la première fois. Ce ballet, chose bizarre, a eu un succès immense ; il s'est joué et se joue encore dans toutes les parties du monde. Pour un poète, ce succès chorégraphique ne laisse pas que d'être humiliant...  »
Une lettre de Baudelaire datée du 3 février 1852 témoigne de la rapidité avec laquelle s'était nouée leur relation :
« Mon cher Baschet, En vous quittant, il m'est venu quelques réflexions, que je vous communique. La rapidité avec laquelle s'est établie notre intimité autorise ma franchise. Ceci m'est passé par la tête : Baschet, qui était tout feu, il y a quelques jours, et qui voit beaucoup de monde, n'aurait-il pas été influencé par des conseils hostiles qui lui auraient montré l'entreprise comme mauvaise ?  »
Polyglotte, et parlant aussi bien le castillan que le sicilien, il trouva à s'employer pour le gouvernement, qui le chargea de mission en Allemagne, en Autriche et en Vénétie dès 1852.

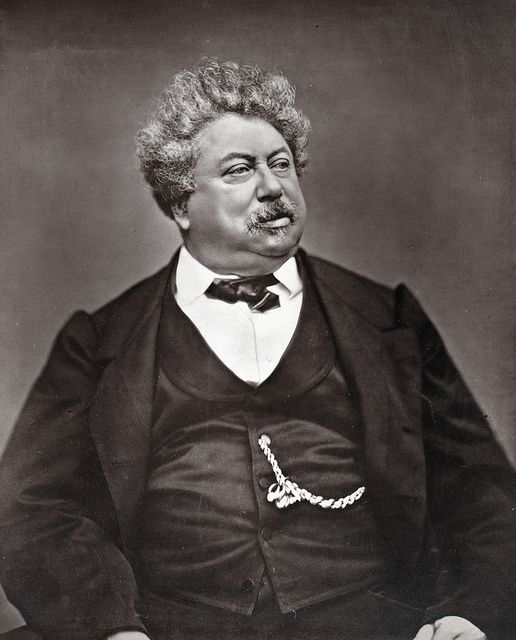
Alexandre Dumas

En 1853, il donna encore quelques articles dans le Journal de Loir-et-Cher. Mais, critique de la coterie de la Maison d'Or[Quoi ?], adresse du Mousquetaire, journal d'Alexandre Dumas, il consacra à cette gazette l'essentiel de ses  billets drolatiques. Il y traitait comme des salons les cabanons de Bicêtre, et n'hésitait pas à qualifier d'indigeste ou de filandreux le style de ses têtes de turc. Parmi les collaborateurs du Mousquetaire figuraient Alexandre Dumas fils, Alfred Asseline, Aurélien Scholl, Théodore de Banville, Henri Rochefort... Enfin, il se fit lors de cette collaboration des amis et un nom, mais aussi de nombreux ennemis ; d'autant que son style coloré, nerveux, emphatique, rempli de néologismes, n'hésitait pas à tremper sa plume dans le caniveau, au grand dam des bourgeois de l'époque
« Écoutez, il y a de cela dix ans. L'admirable partie, qu'aujourd'hui vous voyez enveloppée comme une féerie, écrit-il dans le Mousquetaire à propos du château de Blois, n'était point en meilleur état que sa voisine et son amie, la maison du roi Louis XII. Comme elle, c'était une caserne à fantassins. L'herbe croissait au mieux chez le roi François et les souris et autre engeance rognaient, en belle aisance, les derniers vestiges de la Florentine Catherine de Médicis ; bref, la soldatesque la plus infime faisait sa besogne où M. de Guise avait expiré. Vous voyez que la chose tenait du scandale; mais, après de longs débats, le roi Louis Philippe finit par y porter remède. Il balaya les fantassins de ce noble manoir. »

### Une carrière d'érudit
En 1855, il publia le fruit de ses réflexions sur Gœthe. Puis, à partir de 1857, ses découvertes sur Venise (voir œuvres).
Son camarade Aurélien Scholl mit dans sa bouche ce trait d'esprit atroce : 
«  Moi, j'aime les vieilles femmes, on ne risque pas d'en devenir amoureux...  Et puis elles vous poussent dans la diplomatie.  »
Les publications de Baschet furent jusqu'en 1865 régulièrement orientées vers l'Italie. Puis, après sa découverte des manuscrits du médecin de Louis XIII, elles se partagèrent entre la France et la Vénétie. Son ouvrage sur les blondes (les femmes blondes selon les peintres de l'école de Venise) renouvela les conceptions de l'historiographie.

En 1869, Armand Baschet fut chargé par le ministère des Affaires étrangères de collecter les manuscrits vénitiens dont les copies sont conservées depuis à la Bibliothèque nationale. Dès lors, il explora les archives de plusieurs villes italiennes, en particulier les riches archives de la république de Venise, un fonds inépuisable  selon les mots de l'historien d'art Edgar Garnier. Il y a passa cinq années de sa vie à recueillir les documents historiques et ses publications furent unanimement reconnues d'un grand intérêt pour l'histoire de France et de l'Italie au XVIe siècle. Comme les biographes du XIXe, Baschet commit quelques erreurs.

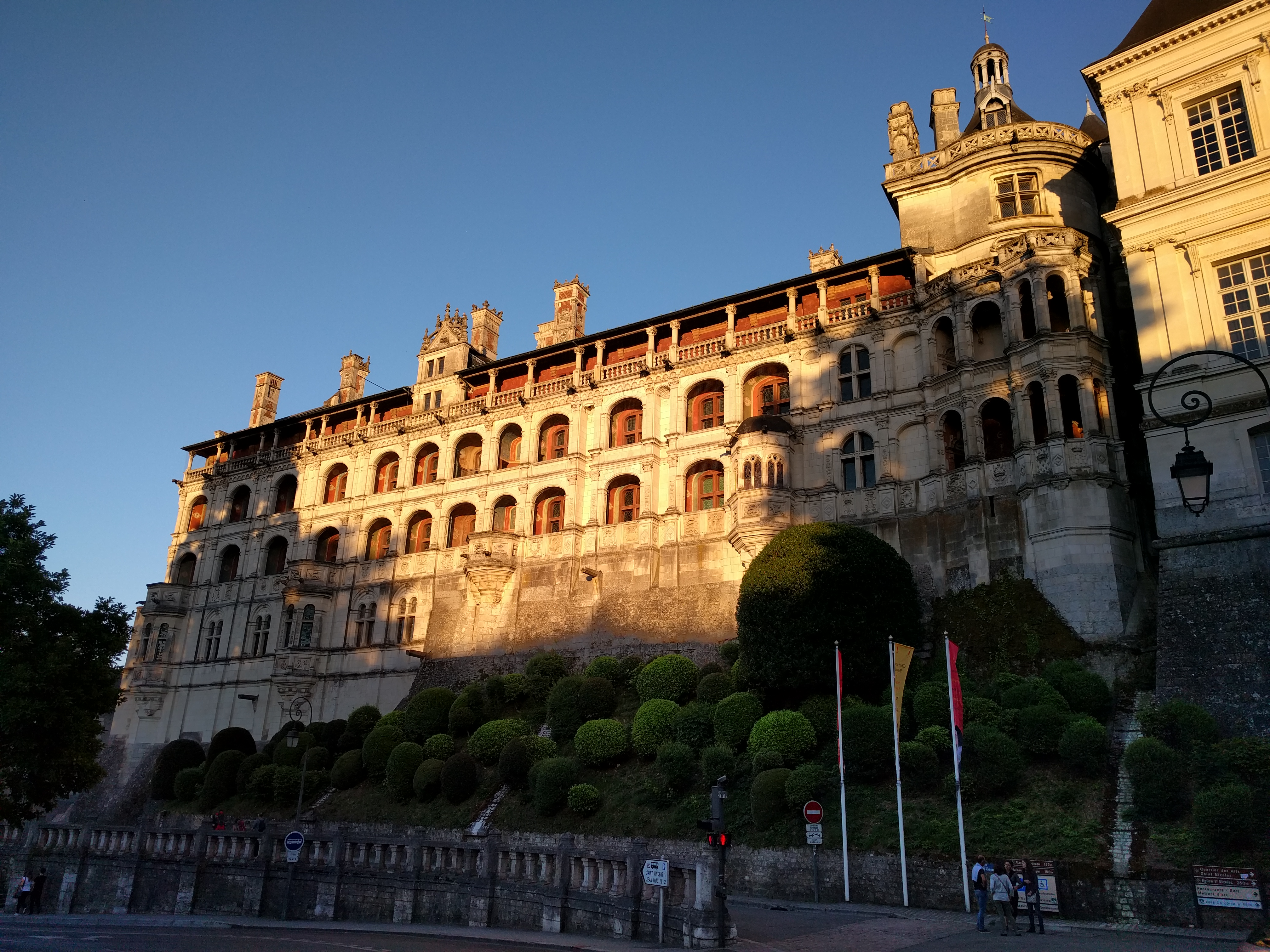
Le château de Blois où sont morts Henri le balafré et Catherine de Médicis

 Y entrait-il une part de voyeurisme pour les dessous de la grande république morte en 1797, et qui avait réussi, jusque-là, à conserver ses secrets?
En 1875, il fit de son Histoire du dépôt des archives des Affaires étrangères un pamphlet contre les obstacles que rencontraient alors les chercheurs  de la part des rouages administratifs des archives de l'époque. Poulet-Malassis dévoila cette année-là, que Baschet s'était fait faire des armes cerclées d'un ceinturon (comme cela était la mode) autour du lion de Venise, avec pour devise : Custos vel ultor :  préserver ou venger...
En 1880, il livra un dernier ouvrage sur les comédiens. Il mourut à Blois à cinquante-sept ans, en 1886. Un an après, quelques publications commencèrent à lui dresser une statue d'érudit (Dufay : Un érudit au XIXe siècle. L'intermédiaire des chercheurs et curieux... 
Collectionneur d'autographes, on lui doit entre autres d'avoir conservé ceux de Mme de Balzac et de Jules Barbey d'Aurevilly.

## Œuvres
- Honoré de Balzac: essai sur l'homme et sur l'œuvre ; avec Chamfleury, publié chez D. Giraud et Dagneau, en 1852.
- Les origines de Werther d'après des documents authentiques, publié chez Amyot, en 1855
- Souvenirs d'une mission: Les archives de la sérénissime république de Venise, publié chez Amyot (8 Rue de La Paix), en 1857.
- La diplomatie vénitienne, les princes de l'Europe au XVIe siècle publié en 1862.
- Les femmes blondes selon les peintres de l'école de Venise  avec Félix-Sébastien Feuillet de Conches, publié chez A. Aubry, en 1865.
- Le roi chez la reine: ou, Histoire secrète du mariage de Louis XIII, publié chez H. Plon, en 1866.
- La jeunesse de Catherine de Médicis ; traduit d'Alfred von Reumont, publié chez H. Plon, en 1866.
- La vérité sur les déprédations autrichiennes à Venise ; avec M. Vittorio Cérésole, publié chez  H.F. et M. Münster, en 1867
- Lettres et documents avec Aldo Pio Manucci, publié chez Antonelli, en 1867.
- Les archives de Venise: Histoire de la chancellerie secrète, publié chez H. Plon, en 1870.
- Journal du Concile de Trente, rédigé par un secrétaire vénitien (1870)
- Histoire du dépôt des archives des Affaires étrangères en 1875
- Les comédiens italiens à la cour de France sous Charles IX, Henri III, Henri  IV, publié chez H. Plon, en 1882.

Enfin, on trouvera les manuscrits d'Armand Baschet parmi les manuscrits de la Bibliothèque de l'Institut de France ici et là